# 奧古斯特·維利希

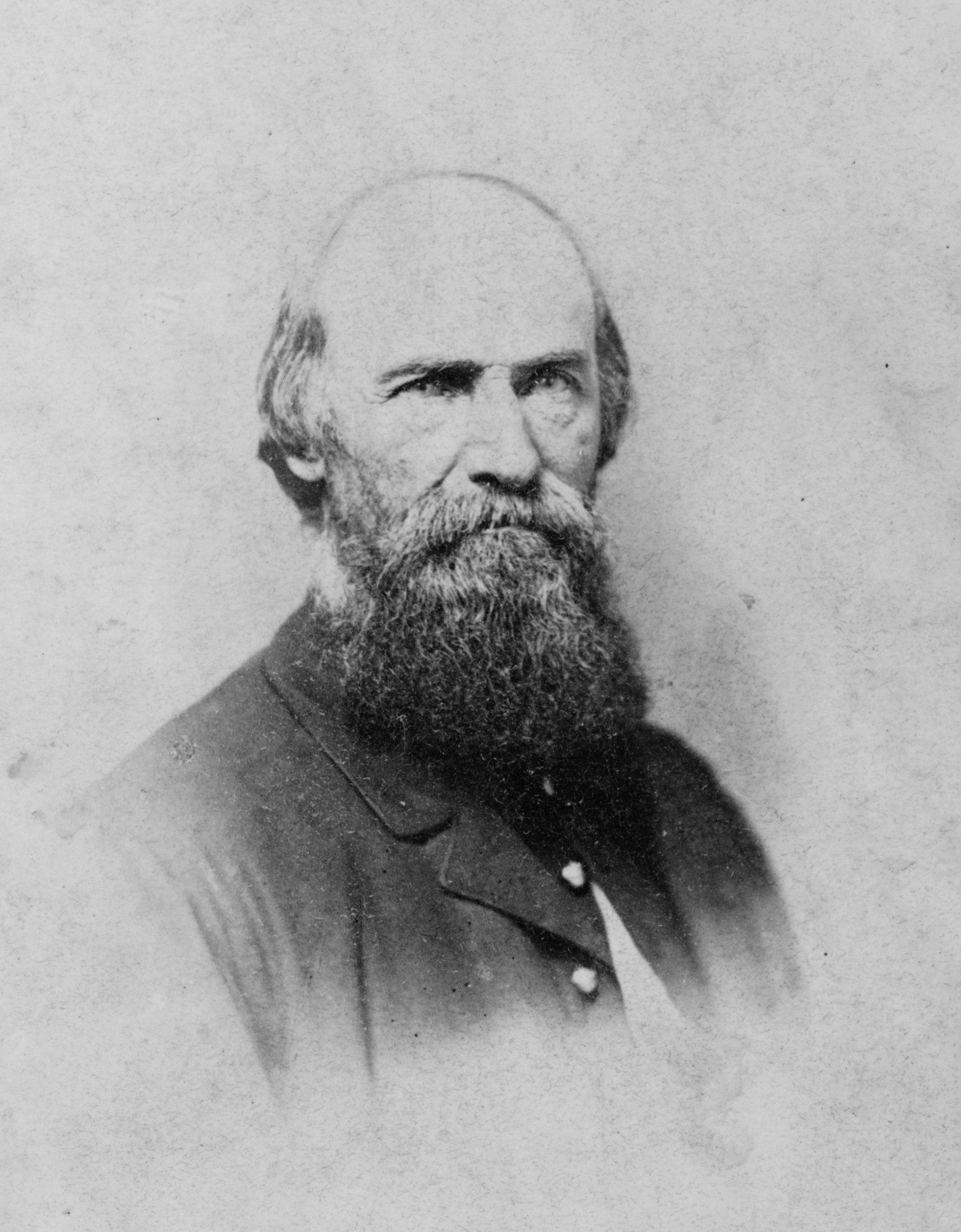
奧古斯特·維利希

奥古斯特·维利希（德語：August Willich，1810年11月19日—1878年1月22日）生於普魯士布勞恩斯貝格。是普魯士陸軍中的一名军官，也是德意志共产主义活動人士。 1847年，他放弃了贵族头衔。后来他移居美国。南北战争期間，他加入联邦军。1878年病逝俄亥俄州。